# .408 Chey Tac
Il .408 Cheyenne Tactical (abbreviato anche in .408 Chey Tac e .408CT, altresì noto per un certo periodo in Germania come 10,3 × 77 mm Vulkan), è una cartuccia rimless (senza collarino né belt) a collo di bottiglia ed è nata per l'uso a lunghissima distanza come cartuccia da tiratore scelto. L'uso è sia militare che in ambito civile, vista la precisione anche a distanze estreme, per la disciplina del tiro a lunga distanza.

## Storia
Il calibro in questione nasce nel 2001 grazie agli sforzi congiunti di John Taylor e William O. Wordman. La sua storia è abbastanza particolare: nasce dall'esigenza di un calibro con caratteristiche balistiche particolarmente performanti alle distanze estreme. Viene quindi portato avanti lo studio (a tavolino) di un'ogiva che avesse le migliori caratteristiche di portanza balistica (non a caso ha uno dei coefficienti balistici più elevati della storia, pari a .945), spinta ad una velocità che permettesse alla stessa ogiva di rimanere supersonica oltre i 2 000 metri. Con questi dati in mano è nata la ricerca di un bossolo che riuscisse a contenere abbastanza propellente per ottenere queste prestazioni. È stato scelto quello del 505 Gibbs, opportunamente modificato nelle dimensioni interne per reggere le pressioni generate (63 800 psi). 
Per portare avanti tutto il progetto, nasce la Cheyenne Tactical Company, consorzio di aziende con compiti ben divisi: chi produce i fucili, chi i proiettili, chi cura i software e tutto lo studio balistico (il comportamento delle ogive alle varie velocità viene infatti monitorato con sistema radar doppler).

## Dimensioni
È necessario precisare che il .408 Chey Tac non è normato né dalla C.I.P. (Commissione Internationale Permanente, per l'Europa) né dalla SAAMI (Sporting Arms and Ammunition Manufacturers' Institute, per gli U.S.A.); è quindi una cosiddetta cartuccia wildcat e tutte le misure sono indicative (si rimanda quindi alla scheda). Normalmente si impiegano canne con un passo di rigatura di 1-13” dotate di 8 righe destrorse. Impiega normalmente inneschi di dimensione Standard Large Rifle (in allestimento magnum per una miglior combustione della notevole carica di lancio) e sono in corso sperimentazioni su un innesco intermedio tra quello del .50 BMG e quello standard, con un diametro di 6,35 mm.

## Impieghi militari
Il .408 Chey Tac nasce con una particolare collocazione, ovvero come via intermedia tra il .338 Lapua Magnum ed il .50 BMG, anche in riferimento al peso dell'arma, e con uno specifico impiego: anti-personnel (anti personale), anti-material (contro-materiale), counter-sniper (anti-cecchinaggio). Il raggio d'azione non è paragonabile rispetto alle altre presenti sul mercato: il .408 Chey tac rimane infatti supersonico, con il proietto da 419 grs, fino a 2110 yds (ossia 1930 m), questo se si riescono a raggiungere i 2 900 fps, assolutamente alla portata del calibro. La conservazione della velocità, non consueta per altri calibri, ha effetti positivi anche sulla conservazione dell'energia cinetica, tant'è che oltre i 700 metri il .408 Chey Tac ha un'energia superiore al .50 BMG.

## Passaggio transonico
La velocità del suono è di circa 331-340 m/s a seconda delle condizioni atmosferiche e della temperatura; il suono si propaga per mezzo di onde di pressione longitudinali. Questi due concetti fisici sono importanti, perché quando un proiettile viaggia oltre quella velocità è supersonico, quando viaggia al di sotto è subsonico. Nel tiro a lunga distanza, ci può essere quindi il problema del passaggio transonico, ovvero quando il proiettile, perdendo di velocità, scende sotto la velocità stessa del suono, e quindi viene raggiunto e superato dall'onda sonora che si era lasciato alle spalle, l'onda d'urto rischia di destabilizzarlo. Sull'entità della onda d'urto agiscono una gamma di altri fattori piuttosto complessi e talvolta poco prevedibili, essendo influenti anche diversi fattori ambientali. Per un preciso ed efficace tiro sulla lunghissima distanza, è utilissimo per non dire fondamentale che il passaggio transonico avvenga il più tardi possibile.
| Cartuccia         | Proiettile (peso - gr) | Velocità alla volata ft/s (m/s) | Energia alla volata ft·lbf (J) |
| ----------------- | ---------------------- | ------------------------------- | ------------------------------ |
| .338 Lapua Magnum | 250                    | 2970 (905)                      | 4,893 (6,634)                  |
| .338 Lapua Magnum | 300                    | 2717 (828)                      | 4,919 (6,669)                  |
| .408 CheyTac      | 305                    | 3500 (1067)                     | 8,298 (11,251)                 |
| .408 CheyTac      | 419                    | 3000 (915)                      | 8,376 (11,356)                 |
| .416 Barrett      | 400                    | 3250 (990)                      | 9,380 (12,718)                 |
| .50 BMG           | 700                    | 2978 (907)                      | 13,971 (18,942)                |

## Principali ogive
Il .408 Chey Tac, proprio per il suo scopo ben preciso, nasce con due ogive selezionate, entrambe costruite come monolitiche ed in lega di rame, tornite con elevata precisione dimensionale e di forma, per ottenere la massima costanza nella variazione del diametro e della concentricità sull'asse longitudinale. Sono due caratteristiche essenziali che, qualora assenti, avrebbero ripercussioni disastrose sulla precisione perché:
- Essendo il proiettile costituito da rame monolitico, materiale molto meno malleabile di uno in piombo con rivestimento in rame, la differenza di pressione e velocità raggiungibili tra un'ogiva e l'altra, causate anche da pochi centesimi di differenza nel diametro, è elevatissima.
- Essendo tali ogive lunghissime, per conservare e/o aumentare il coefficiente balistico, se non mantenessero una coassialità quasi perfetta esse non avrebbero una stabilizzazione sufficiente.

Le due ogive sono: la 305 grani che ha velocità di volo ancora maggiore ed effetti ancor più distruttivi entro i 6÷700 metri: viene definita adatta all'uso di fornire fuoco di copertura, avendo una traiettoria molto tesa ed essendo più gestibile nel rinculo; e la 419 grani, che è quella che dà il vero senso compiuto al calibro, e che ha le caratteristiche poc'anzi descritte fino a distanze di tiro utile anche oltre i 2 000 metri.
I costruttori interessati a questo tipo di calibro non sono molti e si possono elencare facilmente:  Rocky Mountain Bullet Company/Vigilance Rifles. URL consultato il 2 febbraio 2018 (archiviato dall'url originale il 26 dicembre 2008).,  GS Custom Bullets. URL consultato il 26 ottobre 2019 (archiviato dall'url originale l'11 ottobre 2011).,  Lehigh Bullets & Design. URL consultato il 24 ottobre 2011 (archiviato dall'url originale il 20 ottobre 2011).,  Lutz Möller. URL consultato il 21 aprile 2018 (archiviato dall'url originale il 16 ottobre 2011)., TTI Armory. URL consultato il 2 febbraio 2018 (archiviato dall'url originale il 13 ottobre 2011).  BCM Europearms..
Essendo calibri wildcat, il peso della palla può variare a seconda del produttore – alla ricerca del migliore coefficiente balistico e delle migliori stabilità e precisione – e quindi: Rocky Mountain Bullet produce la 420 gr, GS Custom Bullets la 385 gr, Lehigh Bullets & Design la 400 gr, Lutz Möller 385 gr, TTI Armory le 400 gr e 410 gr, BCM Europearms la 400 gr.

## Disponibilità del calibro

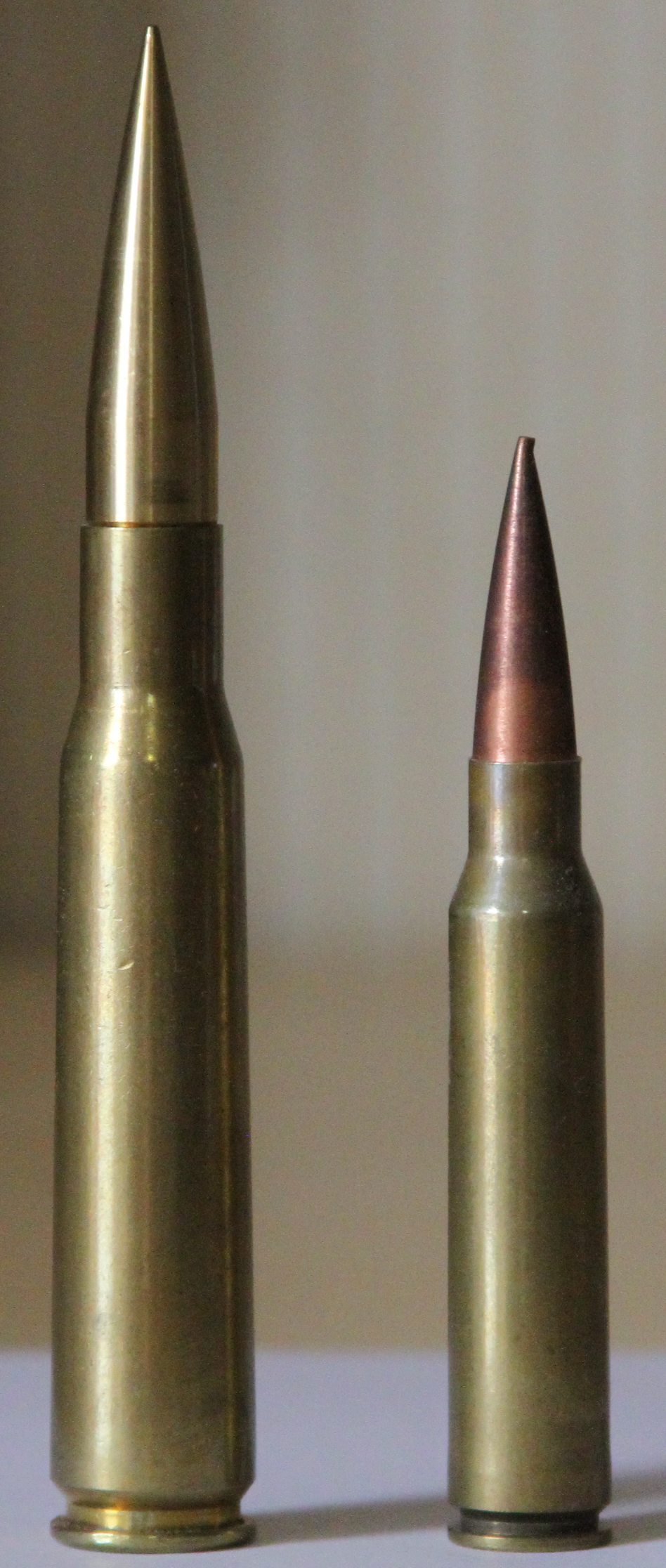
.50 BMG vicino a un .408 Cheytac

Il .408 Cheyenne Tactical è offerto dai seguenti costruttori:
- BCM Europearms S.a.s.[7]
- CheyTac Intervention rifle series - CheyTac LLC.
- E.D.M. Arms XM04[8]
- PGWDTI Timberwolf .408 CheyTac and .416 PGW rifle - Prairie Gun Works Defence Technologies Inc.[9]
- Lawton Machine LLC. (Lawton Rifle Barrels)[10]
- Lobaev Sniper Rifle
- Grande Armeria Camuna[11]
- RND Manufacturing, Inc.[12]
- Tactilite T1 (single-shot) AR-15 .408 Chey Tac upper[13]
- THOR XM408
- Vigilance Rifles VR1[14]
- Desert Tactical Arms HTI[15]
- Beretta - Victrix Armaments "Tormentum"[16]